# Vicente Neyrot
Vicente Neyrot o Neirot (Santiago del Estero, ca. 1812 - Tucumán, 1861) fue un militar argentino que participó en las guerras civiles de su país y en la revolución de 1851 en Chile.

## Biografía
De familia tucumana, nació en Santiago del Estero, pero posteriormente se instaló en Tucumán, donde pasó su juventud. Su hermano José Neyrot tuvo una actuación destacada en la guerra civil entre Gregorio Aráoz de Lamadrid y Juan Felipe Ibarra en 1830-1831, en la que logró triunfar sobre Ibarra, pero terminó derrotado y muerto por las fuerzas de éste.
En 1829 contrajo matrimonio en Córdoba con Juana Ferreyra; posiblemente haya combatido a órdenes de José María Paz. Posteriormente participó en la campaña de 1831 en Tucumán, a órdenes de Lamadrid. Tras ser dado de baja, pasó siete años en Tucumán, durante el largo gobierno del general  Alejandro Heredia. Participó en el asesinato de Heredia, como segundo jefe de la partida del oficial Gabino Robles, que asesinó personalmente al gobernador. El gobernador Bernabé Piedrabuena le reconoció el grado militar de mayor.
Al formarse la Coalición del Norte, formó en el ejército del general Lamadrid., ya con el grado de coronel. Tras participar en varios combates, parece haber tomado parte en la batalla de Rodeo del Medio, tras la cual se exilió en Chile. Pasó toda la década siguiente exiliado en ese país, prestando servicios militares.
Formó parte de las tropas argentinas que participaron en el sometimiento de la revolución de 1851 en Chile, combatiendo en el sitio de La Serena, junto con otros argentinos, como Carlos Tejedor, Crisóstomo Álvarez, Domingo de Oro y Felipe Varela. Neyrot era el comandante del cuerpo de "Lanceros de Atacama".
Al año siguiente participó en la invasión de Crisóstomo Álvarez a Tucumán, pero logró salvarse de la pena de muerte a que éste fue condenado. Regresó a Santiago del Estero, donde fue uno de los oficiales del ejército del gobernador Manuel Taboada durante la siguiente década. Tuvo participación en la guerra civil que asoló a la provincia de Tucumán entre 1860 y 1861, tanto como oficial del ejército de Taboada, como por ser pariente de los Posse, líderes del Partido Unitario tucumano.
En Tucumán vivieron hasta su muerte tanto su esposa Juana Ferreyra —que tras el fallecimiento de su esposo solicitó y obtuvo una pensión— como un hijo extramatrimonial que había tenido en Chile, un talabartero llamado Enrique Neyrot.
Murió a los 49 años, estando aún casado y fue sepultado en la ciudad de San Miguel de Tucumán el 19 de abril de 1861, en el cementerio de la Catedral.